# Częstochowianka Częstochowa
KS Częstochowianka Częstochowa – polska kobieca drużyna siatkarska z Częstochowy. Siedziba klubu znajduje się przy ul. Rejtana 7c. Oprócz drużyny seniorek klub prowadzi także grupy młodzieżowe. Prezesem klubu jest Alina Zagozda-Dobrzańska. W latach 2019–2023 drużyna występowała w I lidze.

## Historia
Klub Sportowy Częstochowianka został założony w 1936 roku przez pracowników fabryki „La Czenstochovienne". Początkowo był to klub wielosekcyjny, działały m.in. sekcje kolarstwa i piłki nożnej. Sekcja siatkarska powstała w roku 1938.
Szybki rozwój drużyny siatkarskiej kobiet nastąpił na przełomie lat 50. i 60. XX wieku. W 1962 roku drużyna awansowała po raz pierwszy do I ligi. Na najwyższym poziomie rozgrywkowym wystąpiła jeszcze dwukrotnie: w sezonach 1964/1965 i 1966/1967. Za każdym razem po jednym sezonie spadała do II ligi. Pod koniec lat 60. powstała hala sportowa przy ul. Rejtana. W latach 1967–1974 drużyna występowała w II lidze. Następnie spadła do rozgrywek międzywojewódzkich, w których grała do połowy lat 90.
W 2003 roku klub nawiązał współpracę z AZS WSP Częstochowa i reprezentował uczelnię w akademickich mistrzostwach Polski. W latach 2005–2012 zespół występował w II lidze. Sponsorem tytularnym klubu był wówczas Domex. Po zakończeniu sezonu 2011/2012, w związku z wycofaniem się sponsorów, klub musiał ze względów finansowych zrezygnować z rozgrywek na poziomie II ligi.
W sezonie 2012/2013 drużyna (oparta na juniorkach) grała w IV lidze. Zespół zajął w niej pierwsze miejsce i awansował do III ligi. W 2015 roku klub awansował do II ligi, a w roku 2019 do I ligi.
Trenerem drużyny w 2019 roku został Andrzej Stelmach. Jego asystentką została Anita Krzyczmonik, która wcześniej pełniła funkcję pierwszego trenera. W sezonie 2019/2020 sponsorem tytularnym klubu była Galeria Jurajska. Od sezonu 2019/2020 drużyna rozgrywa swoje mecze domowe w Hali Sportowej Częstochowa. W październiku 2021 roku sponsorem tytularnym klubu została Sorella, marka należąca do Pamapolu.
W październiku 2022 roku z finansowania klubu wycofał się sponsor tytularny, w związku z czym drużynę dotknęły problemy finansowe. W trakcie sezonu z klubu odszedł trener Andrzej Stelmach i większość zawodniczek. Funkcję trenera i kapitana drużyny tymczasowo przejęła prezes Alina Zagozda-Dobrzańska, a skład drużyny uzupełniono młodymi zawodniczkami. Pod koniec 2022 roku funkcję pierwszego trenera ponownie zaczęła pełnić Anita Krzyczmonik. Przebudowana drużyna przegrała 21 spotkań i spadła do II ligi, jednak dzięki ukończeniu sezonu uniknęła degradacji poza ligę krajową.

## Udział w rozgrywkach ligowych
Poniższa tabela przedstawia udział Częstochowianki w rozgrywkach ligowych od sezonu 1961/1962. Adnotacja (gr.) przy zajętej pozycji oznacza, że było to miejsce w swojej grupie (ew. w grupie półfinałowej lub jednej z kilku grup finałowych), a nie pozycja na szczeblu krajowym.
| Sezon       | Liga                  | Miejsce               | Uwagi                                                           | Źródło        |
| ----------- | --------------------- | --------------------- | --------------------------------------------------------------- | ------------- |
| 1961/62     | II liga               | 4.                    | awans do I ligi                                                 | [ 16 ]        |
| 1962/63     | I liga                | 12.                   | spadek do II ligi                                               | [ 5 ]         |
| 1963/64     | II liga               |                       | awans do I ligi                                                 | [ 5 ]         |
| 1964/65     | I liga                | 12.                   | spadek do II ligi                                               | [ 5 ]         |
| 1965/66     | II liga               |                       | awans do I ligi                                                 | [ 5 ]         |
| 1966/67     | I liga                | 12.                   | spadek do II ligi                                               | [ 5 ]         |
| 1967/68     | II liga               |                       |                                                                 | [ 5 ]         |
| 1968/69     | II liga               |                       |                                                                 | [ 5 ]         |
| 1969/70     | II liga               |                       |                                                                 | [ 5 ]         |
| 1970/71     | II liga               |                       |                                                                 | [ 5 ]         |
| 1971/72     | II liga               |                       |                                                                 | [ 5 ]         |
| 1972/73     | II liga               |                       |                                                                 | [ 5 ]         |
| 1973/74     | II liga               |                       | spadek ze szczebla krajowego                                    | [ 5 ]         |
| 1974 … 1994 | liga międzywojewódzka | liga międzywojewódzka | liga międzywojewódzka                                           | [ 5 ]         |
| 1994/95     | II liga               |                       |                                                                 | [ 5 ]         |
| 1995/96     | II liga               |                       |                                                                 | [ 5 ]         |
| 1996/97     | II liga               |                       | awans do ligi IB                                                | [ 5 ]         |
| 1997/98     | Liga IB               |                       | spadek do II ligi                                               | [ 5 ]         |
| 1998/99     | II liga               |                       |                                                                 | [ 5 ]         |
| 1999/00     | II liga               |                       |                                                                 | [ 5 ]         |
| 2000/01     | II liga               |                       |                                                                 | [ 5 ]         |
| 2001/02     | II liga               |                       |                                                                 | [ 5 ]         |
| 2002/03     | II liga               |                       | spadek do III ligi                                              | [ 5 ]         |
| 2003/04     | III liga              | 1. (gr.)              | mistrzostwo III ligi śląskiej, brak awansu w turnieju barażowym | [ 17 ] [ 18 ] |
| 2004/05     | III liga              |                       | awans do II ligi                                                | [ 5 ] [ 17 ]  |
| 2005/06     | II liga               | 6. (gr.)              |                                                                 | [ 19 ]        |
| 2006/07     | II liga               | 2. (gr.)              |                                                                 | [ 20 ]        |
| 2007/08     | II liga               | 5. (gr.)              |                                                                 | [ 21 ]        |
| 2008/09     | II liga               | 7. (gr.)              |                                                                 | [ 22 ]        |
| 2009/10     | II liga               | 6. (gr.)              |                                                                 | [ 23 ]        |
| 2010/11     | II liga               | 6. (gr.)              |                                                                 | [ 24 ]        |
| 2011/12     | II liga               | 5. (gr.)              | rezygnacja z powodów finansowych                                | [ 5 ] [ 25 ]  |
| 2012/13     | IV liga               | 1. (gr)               | awans do III ligi                                               | [ 5 ] [ 26 ]  |
| 2013/14     | III liga              |                       |                                                                 | [ 27 ]        |
| 2014/15     | III liga              | 1. (gr.)              | awans do II ligi                                                | [ 28 ]        |
| 2015/16     | II liga               | 5. (gr.)              |                                                                 | [ 29 ]        |
| 2016/17     | II liga               | 4. (gr.)              |                                                                 | [ 30 ]        |
| 2017/18     | II liga               | 4. (gr.)              |                                                                 | [ 31 ]        |
| 2018/19     | II liga               | 2.                    | awans do I ligi                                                 | [ 32 ]        |
| 2019/20     | I liga                | 4.                    |                                                                 | [ 33 ]        |
| 2020/21     | I liga                | 7.                    |                                                                 | [ 34 ] [ 35 ] |
| 2021/22     | I liga                | 4.                    |                                                                 | [ 36 ]        |
| 2022/23     | I liga                | 14.                   | spadek do II ligi                                               | [ 37 ]        |
| 2023/24     | II liga               | 9. (gr.)              |                                                                 | [ 38 ]        |
| 2023/24     | II liga               | 4. (gr.)              |                                                                 | [ 39 ]        |

Poziom rozgrywek:
     najwyższy ogólnokrajowy
     drugi
     trzeci
     czwarty
     piąty